# جويل دي لا كروز
جويل دي لا كروز هو لاعب كرة قاعدة دومينيكاني، ولد في 9 يونيو 1989 في باجوس دي هاينا في جمهورية الدومينيكان.

## وصلات خارجية
- جويل دي لا كروز على موقع دوري كرة القاعدة الرئيسي (الإنجليزية)
- جويل دي لا كروز على موقعبيزبول رفرنس.كوم (الدوري الرئيسي) (الإنجليزية)
- جويل دي لا كروز على موقعبيزبول رفرنس.كوم (الدوري الثانوي) (الإنجليزية)
- جويل دي لا كروز على موقع إي إس بي إن.كوم (أم.أل.بي) (الإنجليزية)
- جويل دي لا كروز على موقع مشجعي الرسوم البيانية (الإنجليزية)